# هاکوچی (دوره)
هاکوچی (به ژاپنی: 白雉 Hakuchi) نام عصر ژاپنی (نِنگُو) بود. این عصر بعد از تایکا و قبل از شوچو قرار داشت و از فوریه ۶۵۰ تا دسامبر ۶۵۴ به طول انجامید. در طی این عصر امپراتور کوتوکو حکمران ژاپن بود.